# Teucholabis angusticapitis
Teucholabis angusticapitis är en tvåvingeart som beskrevs av Enrico Adelelmo Brunetti 1918. Teucholabis angusticapitis ingår i släktet Teucholabis och familjen småharkrankar. Inga underarter finns listade i Catalogue of Life.